# Alpha Crateris
Désignations
Alpha Crateris (en abrégé α Crt), également nommée Alkes, est une étoile géante de la constellation de la Coupe. Sa magnitude apparente est de 4,07. D'après la mesure de sa parallaxe annuelle par le satellite Hipparcos, elle est située à environ 159 années-lumière de la Terre. Elle s'éloigne du Système solaire à une vitesse radiale de +48 km/s.

## Propriétés
Alpha Crateris est une géante rouge de type spectral K0IIIb. Il s'agit probablement (avec une probabilité de 63 %) d'une étoile de la branche horizontale, ce qui signifie qu'elle génère son énergie par la fusion de l'hélium dans son noyau. Les étoiles de la branche horizontales froides qui ont une métallicité proche de celle du Soleil sont souvent désignées comme les géantes du red clump, car elles forment un groupe situé près du côté chaud de la branche des géantes rouges dans le diagramme HR. Sur cette base, il a été calculé que l'étoile possède une masse de 1.81 M☉, un rayon de 12.32 R☉, une luminosité de 66 L☉ et un âge d'environ deux milliards d'années. Sa température de surface est de 4 691 K. L'autre possibilité (37 %) est qu'elle soit plutôt sur la branche des géantes rouges, et dans ce cas elle serait légèrement moins massive, plus âgée, plus froide, plus grande et plus lumineuse.

## Appellation
Elle porte le nom traditionnel Alkes, de l'arabe الكاس (alkās) ou الكأس (alka's), « la coupe ». Il a été officialisé par l'Union astronomique internationale le 12 septembre 2016.
Dans le catalogue d'étoiles du Calendarium de Al Achsasi al Mouakket (en), cette étoile était appelée Aoul al Batjna (أول ألبجن awwil albajna), traduit en latin par Prima Crateris, qui signifie « (la) première de la coupe ».
En chinois, 翼宿 (Yì Sù), Yi signifiant les Ailes, fait référence à un astérisme constitué de α Crateris, γ Crateris, ζ Crateris, λ Crateris, ν Hydrae, η Crateris (en), δ Crateris, ι Crateris, κ Crateris, ε Crateris, HD 95808, HD 93833, θ Crateris, HD 102574, HD 100219, β Crateris, HD 99922, HD 100307, HD 96819, χ1 Hydrae, HD 102620 et HD 103462. Par conséquent, α Crateris elle-même est appelée 翼宿一 (Yì Sù yī, la première [étoile] des Ailes).